# Gefahrstoffmessstelle Nord
Die Gefahrstoffmessstelle Nord der Bundeswehr (GefStoffMSt Nord) ist die innerhalb der Bundeswehr für die Wehrbereiche Nord und Ost (außer den Bundesländern Thüringen und Sachsen) sowie für alle schwimmenden Einheiten zuständige Behörde für die Analyse und Bewertung von Gefahrstoffen am Arbeitsplatz. Die Messstelle gehört zum Wehrwissenschaftlichen Institut für Schutztechnologien – ABC-Schutz.
Die Gefahrstoffmessstelle Nord verfügt über spezifische Probenahmeverfahren und besitzt mit modernster Messtechnik ausgestattete Analytiklabore. 
Für die Untersuchung der Schadstoffe stehen der Messstelle zahlreiche direktanzeigende Messgeräte sowie Pumpensysteme für personenbezogene und ortsfeste Probennahme auf beispielsweise Aktivkohleröhrchen, Silicagelröhrchen, Filtern zur anschließenden Laboruntersuchung zur Verfügung. 
Die Gefahrstoffmessstelle Nord (GefStoffMSt N) ist als externe Messstelle durch die Zentralstelle der Länder für Sicherheitstechnik (ZLS) akkreditiert und besitzt damit die Kompetenz, die Konzentration von gefährlichen Stoffen in der Luft in Arbeitsbereichen zu ermitteln und zu beurteilen. 
Die Akkreditierung umfasst dabei: 
| Gruppe 1 | Aerosole (ohne Faserstäube)                                                             |
| Gruppe 2 | Faserstäube                                                                             |
| Gruppe 3 | anorganische Gase und Dämpfe                                                            |
| Gruppe 4 | organische Gase und Dämpfe                                                              |
| Gruppe 5 | ausgewählte Parameter/Gebiete: Phthalsäure/-ester, PCB, PCP, Nitrosamine und Isocyanate |

Wenn lediglich der Verdacht auf Schadstoffe aufgrund unbekannter „verdächtiger“ Gerüchte besteht, wäre der Aufwand für Raumluftanalysen sehr groß. Daher besteht die Möglichkeit, bei der Gefahrstoffmessstelle Nord Passivsammler anzufordern. Diese dienen dazu, beispielsweise flüchtige organische Komponenten in der Luft zu erfassen und durch ein sogenanntes „Screening“ der Proben mögliche Schadstoffe identifizieren zu können.
In vielen Bereichen der Bundeswehr wird genau wie im zivilen Bereich tagtäglich mit Gefahrstoffen umgegangen; in Werkstätten bei Schweißarbeiten, beim Bearbeiten von Holz und in Lackierereien, um nur einige zu nennen. Zum Schutze der Arbeitnehmer werden unter Beachtung der Gefahrstoffverordnung und den Technischen Regeln für Gefahrstoffe (TRGS) Gefahrstoffmessungen und -beurteilungen an den Arbeitsplätzen durchgeführt. Dabei dienen die in der TRGS 900 veröffentlichten Arbeitsplatzgrenzwerte (AGW) u. a. als Bewertungsgrundlage. 
Die GefStoffMSt N kann dabei auf eine langjährige Erfahrung zurückgreifen, so dass auch bei unbekannten Quellen, beispielsweise beim Auftreten unbekannter „Gerüche“, Aussagen aufgrund von Raumluft- bzw. Arbeitsbereichsanalysen über potenziell vorhandene Gefahrstoffe getroffen werden können. 
Die Erstellung von Gutachten und Berichten erfolgt auf analytischer Grundlage nach den im Qualitätsmanagementsystem (QMS) integrierten Arbeitsanweisungen (AAW).